# Прометей
Вижте пояснителната страница за други значения на Прометей.
Прометей (на старогръцки: Προμηθεύς, Προμηθέως; на латински: Prometheus) е един от титаните в древногръцката митология, син на титана Япет и океанидата Климена (или на Азия, или Темида). Брат на Атлас, Епиметей и Менойтий. Името му означава „мислещ предварително“. 

## Изобразяване на Прометей
Основните мотиви в образа на Прометей идват от легенди, отразени в творчеството на Омир, Хезиод и Пиндар. Двамата основни автори, които оказват влияние върху развитието на митовете и легендите около титана Прометей по времето на Сократ, са Есхил и Платон. Есхил се съсредоточава върху майсторска редакция на литературната форма на гръцката трагедия, докато Платон се съсредоточава върху философското изразяване на мисълта под формата на различните диалози, които написва през живота си - съответно при първия той е трагически герой, а при втория е предмет на дискусия. Други древни автори, които споменават Прометей, са Езоп, Сафо, Овидий, Хигин. Образът на Прометей привлича вниманието на писатели, поети, художници и след Древността. 
Хуманистичните черти в образа на бунтаря-мъченик Прометей са получили развитие в поезията на Джордж Байрон, Пърси Шели, Джовани Бокачо и Йохан Волфганг Гьоте. Присъства и в творчеството на ренесансовия автор Марсилио Фичино, а от писателите от по-ново време темата засягат Франц Кафка и Рик Риърдън. Намира приложение и в произведения на известни майстори в музиката (Ференц Лист, Александър Скрябин, Габриел Форе) и изобразителното изкуство (Тициан).

В произведения на Педро Калдерон, Гьоте, Бетховен е намерила отражение по-късната версия на мита за Прометей, като праотец на хората. Мотиви в този смисъл се откриват и в съвременното кино - във филми, като „Прометей“ на Ридли Скот, „Ex Machina“ на Алекс Гарланд.

## Митовете за титана Прометей
В древногръцките митове Прометей е представен като човеколюбив, ненавиждащ тиранията, борещ се за правда. В различни варианти на митовете, свързани с него, той се противопоставя неколкократно на Зевс. В митологията Прометей се явява своеобразен продължител на благодетелното отношение към хората, което според легендите са имали Уран и Кронос (в епохата на Златния век) и на изобличител и опонент на претенциите на Зевс, че налага промени в битието им с оглед на справедливостта и с цел благополучието им, докато по-скоро се изявява като техен потисник и грабител. Прометей явно не се бои, като гръмовержеца, че хората могат да достигнат и надминат боговете и се стреми, щом са поставени в обстановка на изпитания и лишения, поне да облекчи и улесни живота им.
Митът за Прометей за пръв път се появява в произведението на Хезиод „Теогония“, във връзка с новото изискване към хората на боговете да бъдат правени жертвоприношения. Сюжетът на легендата предполага в това време да се е развила макар и най-примитивна форма на скотовъдство, а може би - и на земеделие (за изхранването на достатъчно голям брой добитък). В нея той се противопоставя на Зевс, като поставя пред него 2 предмета, карайки го да избере: месо, обвито от волски стомах (нещо приятно, обвито от нещо неприятно), и волски кости, покрити с мазнина (нещо неядливо, прикрито от приятна външност). Зевс се подвежда и на хората бива оставяно месото, а костите - давани на боговете. Разярен от измамата, Зевс скрива огъня от хората (в тази версия на мита той вече им е познат, за разлика от други в които го получават много по-късно - вероятно свързано с идеята жертвите да се изгарят за да стигнат до божествата). Респективно обратният избор би обусловил една приятна за боговете жертва, т.е. по това време те сякаш приемат телешкото месо и лойта за деликатеси, подобно на хората.
Предходно в битката му с титаните Прометей подкрепя Зевс, който все пак остава враждебно настроен към него, пък макар и после третирайки го временно като свой любимец. Омразата му се засилва още повече, поради любовта на титана към хората. В поемата на Омир „Илиада“ (XIV 279) се споменава прогонването на титаните в Тартар, а в „Одисея“ (XIX 406) – връзки с текстовете на Хезиод, засягащи Прометей.
Особен момент в митологията около Прометей е историята на съблазнителната Пандора, създадена по поръчка на Зевс специално за да предопредели (или да осъществи) съдбата на хората и като един вид наказание за дързостта на титаните. В „Дела и дни“ Хезиод разказва мита за Пандора и последствията от нейните действия. Според него богът нарежда на сина си Хефест да извае от влажна глина красивата Пандора, вдъхва ѝ живот и я изпраща при Прометеевия брат Епиметей (чието име се тълкува в смисъл противоположен на този на неговото) за да го съблазни. Заслепен от красотата на жената и въпреки увещанията на Прометей, титанът встъпва в брак с нея. Така тя се настанява в дома му, където има плътно затворен съд (в ранните версии - питос, вид делва, а в по-късните - кутия, Кутията на Пандора), в който са скрити всички злини. Любопитството, специално дарено й в изобилие от боговете точно с тази цел, я кара да отвори съда и почти цялото му съдържание скоро се разпръсква по света и прави живота на хората студен и жесток. По волята на Зевс, в делвата остава само Надеждата. Има и легенда за Прометей, който създава първия човек от глина, а богинята Деметра е тази, която му вдъхва живот, както и такава, в която Девкалион (син на Прометей и Климена/Келено) и съпругата му Пира (дъщеря на Епиметей и Пандора) са единствените хора, оцелели след Потопа (Девкалионовия потоп, устроен от Зевс за да заличи вече твърде опороченото човечество) и създатели на новия човешки род. Двойствеността в отношенията между боговете и хората и близостта между тях се засяга, като тема, и в шестата от Немейските оди (оди в чест на победителите в Немейските игри) на Пиндар. В нея поетът разказва за общото начало на богове и хора, с което пряка връзка има Прометей, играейки ролята на мост между двата рода.
В най-известния епизод от поредицата митове за Прометей, той бива жестоко наказан от Зевс за това, че е дал на простосмъртните огъня (или може би по-скоро уменията да го добиват, контролират и използват, заменили случайното получаване и ползване на огън, което в примитивните религиозни представи е благоволение или наказание от боговете или от самата природа). В опростена версия  до намесата му той е достояние само на боговете и действието на Прометей се представя като кражба и разпореждането на Зевс – като наказание за нея. Известна е обаче и предистория, в която Зевс е иззел огъня от хората и го е скрил, а Прометей им го връща. В трагедията на Есхил „Прикованият Прометей“, към мотива за кражбата на огъня от боговете е добавен и този за Прометей, като първооткривател на всички културни блага, направили възможно развитието на човешката цивилизация. Той учи хората да строят жилища и да добиват метали, да обработват земята и да плават на кораби, преподава им четмо и писмо и им показва ползата от това да гледат звездите, давайки им и още умения. В диалога на Платон „Протагор“ (320с) едноименният персонаж предава вариант на мита, при който Прометей и Епиметей разпределят качествата между хората, а когато се установява, че нещо не достига, Прометей открадва ковашкото изкуство и огъня. Прометей е прикован на скала в Кавказ (или в Скития) от сина на Зевс – Хефест, който е заставен да му забие железен кол в гърдите и да го окове в неразкъсваеми вериги. Така започват мъките на Прометей – всеки ден долита грамаден орел, символ на самия Зевс, и разкъсва черния му дроб, който заздравява през нощта (сходно с многократно повтарящите се по магически път наказания на други митологични фигури, като Данаидите, Сизиф, Тантал, Титий). Според различните автори това продължава от няколко столетия до 30 хилядолетия. В съгласие с легендата за кравата Йо, пленничеството му би трябвало да е продължило поне колкото 20 човешки поколения. Накрая Прометей е избавен от Херакъл (потомък на Ио, за когото Прометей предсказва, че това ще се случи), който убива орела с отровна стрела, напоена с отровата на Лернейската хидра и убеждава Зевс да отмени наказанието и да се помири с титана. Все пак едно от звената на веригата е оставено като пръстен на ръката му. Според друга легенда за патилата на Прометей, той е спасен от кентавъра Хирон, който заменя плена му за своето безсмъртие (в друг вариант става смъртен, прехвърляйки го върху титана, или е окован на негово място и или скоро умира и се издига в небесата, като съзвездието Кентавър или оцелява и впоследствие е учител на Ахил).